# Кобиляк
Кобиляк (болг. Кобиляк) — село в Болгарии. Находится в Монтанской области, входит в общину Бойчиновци. Население составляет 393 человека.

## Политическая ситуация
В местном кметстве Кобиляк, в состав которого входит Кобиляк, должность кмета (старосты) исполняет Панайот Михайлов Нацов (независимый) по результатам выборов правления кметства.
Кмет (мэр) общины Бойчиновци — Славей Иванов Костодинов (Граждане за европейское развитие Болгарии (ГЕРБ)) по результатам выборов в правление общины.